# فرمانداری کل بلوچستان
فرمانداری کل بلوچستان واحدی از تقسیمات پیشین کشوری ایران در تغییرات تدریجی استان‌های دهگانه بود که به استناد تبصره ماده ۲ قانون ۱۳۱۶ در سال ۱۳۲۶ به وجود آمد.
در این دوره برای اولین بار پدیده جدیدی تحت عنوان «فرمانداری کل یا فرمانداری» در تاریخ در ۱۳۲۶/۲/۲۶ طی تصویب «فرمانداری کل بلوچستان» که شامل استان سیستان و بلوچستان فعلی می‌شد توسط هیئت وزیران تصویب و از استان هشتم (کرمان و بلوچستان) جدا و ایجاد گشت. ابتدا در ۱۳۲۶/۲/۲۶ تصویب شد که حوزهٔ بلوچستان مرکب از ۳ فرمانداری تابعه سراوان، ایرانشهر و چابهار به مرکزیت زاهدان تحت نظر یک مأمور عالی‌رتبه به نام والی از طرف مرکز (تهران) اداره شوند.
در ابتدا این نوع تقسیم، یعنی فرمانداری مستقل از استانداری بود، امری که مشخص نیست هیئت وزیران بر چه اساسی دست به تأسیس فرمانداری زدند اما در تاریخ ۱۳۲۶/۵/۳۱ ماده ۲ مصوبه تغییر کرد و به جای کلمه «والی» عبارت «فرماندار کل» که هم ردیف با «استاندار» است قرار گرفت. بدین ترتیب واحدهای استان با فرمانداری کل برابر بود و توسط استاندار یا فرماندار کل اداره می‌شد. ضمن آنکه در پی تغییر مصوبه ماده ۲ مورخه ۱۳۲۶/۵/۳۱، زابل از استان نهم جدا و به «فرمانداری کل بلوچستان» الحاق شد.
در سال ۱۳۲۹ کلمه «کل» از کنار فرمانداری حذف شد اما «فرمانداری بلوچستان» تا ۱۳۳۶ به قوت خود باقی ماند.
در سال ۱۳۳۶ واحد «فرمانداری کل بلوچستان» تبدیل به «استان بلوچستان و سیستان» شد و احتمالاً در اواخر دوره پهلوی یا اوایل دوره جمهوری اسلامی «استان بلوچستان و سیستان» به «استان سیستان و بلوچستان» تغییر نام داده شد.
پس از تبدیل واحد فرمانداری کل به استان، گاهی در برخی منابع و امورات دولتی استان بلوچستان نیز مورد استفاده قرار می گرفت.

## تقسیمات کشوری
| واحد تقسیمات کشوری    | مرکز فرمانداری کل | فرمانداری ها (فرمانداری‌های تابع) | بخش‌ها                | جمعیت بخش سال ۱۳۳۸ | منبع         |
| --------------------- | ----------------- | -------------------------------- | -------------------- | ------------------ | ------------ |
| فرمانداری کل بلوچستان | زاهدان            | فرمانداری زاهدان                 | زاهدان (بخش مرکزی)   | ۱۷٬۴۹۲ نفر         | [ ب ] [ ۱۹ ] |
| فرمانداری کل بلوچستان | زاهدان            | فرمانداری زاهدان                 | خاش                  | ۲۸٬۷۳۴ نفر         | [ ب ] [ ۱۹ ] |
| فرمانداری کل بلوچستان | زاهدان            | فرمانداری زاهدان                 | میرجاوه              | ۷٬۶۶۷ نفر          | [ ب ] [ ۱۹ ] |
| فرمانداری کل بلوچستان | زاهدان            | فرمانداری زاهدان                 | نصرت آباد            | ۷٬۶۶۷ نفر          | [ ب ] [ ۱۹ ] |
| فرمانداری کل بلوچستان | زاهدان            | فرمانداری زابل                   | زابل (بخش مرکزی)     | ۱۲٬۳۱۴ نفر         | [ ب ] [ ۱۹ ] |
| فرمانداری کل بلوچستان | زاهدان            | فرمانداری زابل                   | میانکنگی             | ۳۴٬۵۱۶ نفر         | [ ب ] [ ۱۹ ] |
| فرمانداری کل بلوچستان | زاهدان            | فرمانداری زابل                   | پشت آب و شیب آب      | ۸۱٬۱۹۱ نفر         | [ ب ] [ ۱۹ ] |
| فرمانداری کل بلوچستان | زاهدان            | فرمانداری زابل                   | شهرکی و نارویی       | ۲۴٬۸۲۷ نفر         | [ ب ] [ ۱۹ ] |
| فرمانداری کل بلوچستان | زاهدان            | فرمانداری ایرانشهر               | ایرانشهر (بخش مرکزی) | ۳٬۶۱۶ نفر          | [ ب ] [ ۱۹ ] |
| فرمانداری کل بلوچستان | زاهدان            | فرمانداری ایرانشهر               | بمپور                | ۴۰٬۰۴۱ نفر         | [ ب ] [ ۱۹ ] |
| فرمانداری کل بلوچستان | زاهدان            | فرمانداری ایرانشهر               | سرباز                | ۱۷٬۷۳۴ نفر         | [ ب ] [ ۱۹ ] |
| فرمانداری کل بلوچستان | زاهدان            | فرمانداری ایرانشهر               | راسک و فیروز آباد    | ۴٬۶۹۷ نفر          | [ ب ] [ ۱۹ ] |
| فرمانداری کل بلوچستان | زاهدان            | فرمانداری سراوان                 | سراوان (بخش مرکزی)   | ۱۰٬۸۲۸ نفر         | [ ب ] [ ۱۹ ] |
| فرمانداری کل بلوچستان | زاهدان            | فرمانداری سراوان                 | سیب و سوران          | ۲۴٬۸۰۷ نفر         | [ ب ] [ ۱۹ ] |
| فرمانداری کل بلوچستان | زاهدان            | فرمانداری سراوان                 | جالق                 | ۱۰٬۰۶۹ نفر         | [ ب ] [ ۱۹ ] |
| فرمانداری کل بلوچستان | زاهدان            | فرمانداری سراوان                 | زابلی                | ۹٬۰۸۹ نفر          | [ ب ] [ ۱۹ ] |
| فرمانداری کل بلوچستان | زاهدان            | فرمانداری چابهار                 | چابهار (بخش مرکزی)   | ۴٬۵۷۳ نفر          | [ ب ] [ ۱۹ ] |
| فرمانداری کل بلوچستان | زاهدان            | فرمانداری چابهار                 | دشتیاری              | ۲۰٬۰۰۱ نفر         | [ ب ] [ ۱۹ ] |
| فرمانداری کل بلوچستان | زاهدان            | فرمانداری چابهار                 | نیکشهر               | ۱۶٬۱۰۶ نفر         | [ ب ] [ ۱۹ ] |
| فرمانداری کل بلوچستان | زاهدان            | فرمانداری چابهار                 | قصرقند               | ۱۰٬۲۳۳ نفر         | [ ب ] [ ۱۹ ] |

## تبدیل به استان بلوچستان و سیستان

### تبدیل فرمانداری کل به استان
در سال ۱۳۳۶/۷/۲۹ واحد «فرمانداری کل بلوچستان» به «استان بلوچستان و سیستان» تبدیل و تا اواخر دوره پهلوی یا اوایل دوره جمهوری اسلامی باقی ماند.

### تقسیمات سال ۱۳۴۴ کشور
در سال ۱۳۴۴ شمسی کشور ایران به ۱۳ استان و ۸ فرمانداری تقسیم شد که عبارت بودند از:
۱۳ استان شامل: ۱-استان تهران ۲-استان گیلان ۳-استان مازندران ۴-استان آذربایجان شرقی ۵-استان آذربایجان غربی ۶-استان کرمانشاهان ۷-استان خوزستان ۸استان فارس ۹-استان کرمان ۱۰-استان خراسان ۱۱-استان اصفهان ۱۲-استان بلوچستان و سیستان ۱۳-استان کردستان
۸ فرمانداری کل شامل: ۱-فرمانداری کل بنادر و جزایر بحر عمان ۲-فرمانداری کل بنادر و جزایر خلیج فارس ۳-فرمانداری کل چهارمحال و بختیاری ۴-فرمانداری کل بویراحمد سردسیر کهگیلویه ۵-فرمانداری کل سمنان ۶-فرمانداری کل همدان، ۷-فرمانداری کل لرستان ۸-فرمانداری کل ایلام و پشتکوه

## تغییر نام به استان سیستان و بلوچستان
احتمالاً در اواخر دوره پهلوی یا اوایل دوره جمهوری اسلامی «استان بلوچستان و سیستان» تبدیل به «استان سیستان و بلوچستان» فعلی می‌شود.

## نگارخانه
- نامه‌های باقی مانده از دوره پهلوی دوم